# Johanna Lindahl
Johanna Lindahl, född 23 februari 1986, är en fotbollsspelare från Sverige (anfallare) som spelar i Piteå IF sedan säsongen 2009.